# Бжезінка-Сьредзька
Бжезінка-Сьредзька (пол. Brzezinka Średzka, нім. Klein Bresa) — село в Польщі, у гміні Менкіня Сьредського повіту Нижньосілезького воєводства.
Населення — 575 осіб (2011).
У 1975-1998 роках село належало до Вроцлавського воєводства.

## Демографія
Демографічна структура станом на 31 березня 2011 року:
|          | Загалом | Допрацездатний вік | Працездатний вік | Постпрацездатний вік |
| -------- | ------- | ------------------ | ---------------- | -------------------- |
| Чоловіки | 296     | 64                 | 214              | 18                   |
| Жінки    | 279     | 61                 | 176              | 42                   |
| Разом    | 575     | 125                | 390              | 60                   |